# Кожелянко Віктор Васильович
Віктор Васильович Кожелянко (нар. 18 серпня 1955, село Снячів Сторожинецького району Чернівецької області — пом. 20 березня 2010, Київ) — український спецпризначенець. Генерал-майор СБУ. Начальник головного управління «А» («Альфа») Служби безпеки України — управління з боротьби з тероризмом, захисту учасників кримінального судочинства та працівників правоохоронних органів. Начальник Головного управління Служби безпеки України в Автономній Республіці Крим (2006).

## Біографія
Народився 18 серпня 1955 року в селі Снячів Сторожинецького району Чернівецької області. У 1980 році закінчив Чернівецький державний університет.
Працював на чернівецькому заводі «Вимірювач» регулювальником радіовимірювальної апаратури, інженером та начальником лабораторії. В 1982 році в органах КДБ пройшов службовий шлях від оперуповноваженого до начальника департаменту СБУ. Очолював Черкаське обласне управління, військову контррозвідку, спецпідрозділ «Альфу».
З 3 лютого 2006 по 28 грудня 2006 — начальник Головного управління в АР Крим, департамент оперативного документування СБ України.

## Нагороди та відзнаки
- Медаль «За військову службу Україні»,
- Відзначений 15 медалями та 5 відомчими заохочувальними відзнаками Служби безпеки України.